# Siva eminencija
Siva eminencija (od francuskog éminence grise) je izraz koji se rabi za osobu koja neslužbeno drži vlast, osobito preko neke druge osobe, najčešće u tajnosti ili privatno, ili za moćnog savjetnika. Izraz je nastao između 1940 i 1945, a navodi se konkretno i 1941. godina.
Prva siva eminencija bio je François Leclerc du Tremblay, francuski redovnik kapucin, savjetnik moćnoga kardinala Richelieua.